# 靈瓦斯島
靈瓦斯島是挪威的島嶼，位於特羅姆斯郡，長34公里、寬37公里，面積656平方公里，是挪威大陸第六大島嶼，島上最高點海拔1,051米，島上長10公里的湖泊是該國最大型的島上湖泊。